# أباريسيدو ليما
أباريسيدو ليما (بالإنجليزية: Aparecido Lima)‏ مواليد 2 نوفمبر 1981 في البرازيل، هو لاعب كرة قدم برازيلي. يلعب كمهاجم.

## المسيرة الاحترافية

### أندية لعب لها
- نادي كوريتيبا
- نادي كروزيرو
- سبورتينغ براغا
- نادي اتلتيكو بارانيس
- نادي الاتحاد السعودي
- بوتافوغو ريغاتاس
- نادي كورينثيانز
- نادي فيغورينسي
- نادي اتلتيكو بارانيس